# James Murtaugh
James Murtaugh (Chicago, 28 oktober 1942) is een Amerikaans acteur.

## Biografie
Murtaugh begon in 1972 met acteren in de film Hail. Hierna heeft hij nog meerdere rollen gespeeld in films en televisieseries zoals Barney Miller (1981-1982), Malcolm X (1992), The Sopranos (2000), Ed (2000-2001) en Third Watch (1999-2005).
Murtaugh is getrouwd en heeft één dochter en één zoon.

## Filmografie

### Films
Uitgezonderd korte films.
- 2016 Youth in Oregon - als dr. Feldstein
- 2015 The Confines - als dr. Thorndike
- 2012 Archaeology of a Woman – als sergeant Calder
- 2011 I Don't Know How She Does It – als Roger Harcourt
- 2011 Return – als Mr. Miller
- 2009 Everybody's Fine – als Dr. Ed
- 2007 I Do & I Don't – als Morton Murphy
- 2006 Two Weeks – als Jim Cranston
- 2006 Invincible – als schoolhoofd
- 2006 The Water Is Wide – als Ezra Bennington
- 2006 Brother's Shadow – als Hank Stafford
- 2003 Out of Time – als Dr. Frieland
- 2003 How to Lose a Guy in 10 Days – als Jack
- 2002 The Laramie Project – als Bisschop Fred Phelps
- 2001 Vanilla Sky – als eigenaar van Benny
- 2001 Thirteen Conversations About One Thing – als Lew Kincannon
- 2001 Jon Good's Wife – als Mr. Good
- 1998 River Red – als Chief Bascomb
- 1998 The Last Days of Disco – als Marshall
- 1997 Hudson River Blues – als Clifton
- 1997 Private Parts – als Payton
- 1996 Night Falls on Manhattan – als man in Asylum
- 1995 Killer: A Journal of Murder – als Walter Bailey
- 1995 Letter to My Killer – als Darryl Barnes
- 1993 Romeo Is Bleeding – als priester
- 1992 Malcolm X – als politieagent op station
- 1987 The Rosary Murders – als Robert Javison
- 1987 Making Mr. Right – als Mission Control (stem)
- 1983 Blue Thunder – als Alf Hewitt
- 1983 I Take These Men – als Dr. Stuart Sherwood
- 1981 The Howling – als Jerry Warren
- 1980 Casino – als Andrews
- 1980 Off the Minnesota Strip – als Bruce McGrath
- 1979 Pleasure Cove – als Henry Sinclair
- 1978 Someone's Watching Me! – als Leone
- 1978 Dr. Scorpion – als Dave Steel
- 1976 All the President's Men – als klerk in het congres
- 1973 Hail – als sergeant Johnson

### Televisieseries
Uitgezonderd eenmalige gastrollen.
- 2004 – 2005 Third Watch – als chief Tom McInerney – 3 afl.
- 2001 – 2002 100 Centre Street – als rechter Wisler – 6 afl.
- 1978 The Roller Girls – als Howie Devine – 4 afl.
- 1974 Ironside – als Terry Langley – 2 afl.

### Computerspellen
- 2018 Red Dead Redemption II - als Obediah Hinton
- 2006 Neverwinter Nights 2 – als Daeghun Farlong

## Theaterwerk opBroadway
- 1998 Ah, Wilderness! – als David McComber
- 1994 Philadelphia, Here I Come! – als Con Sweeney
- 1992 Two Shakespearean Actors – als Scott

- International Standard Name Identifier: 0000 0000 7176 6194
- Library of Congress Control Number: no2009167835
- SNAC: w6vj8f66
- Virtual International Authority File: 101539962
- WorldCat: E39PBJj8TVb4T9Wj4vhgb8cF8C